# Jeremy Purvis

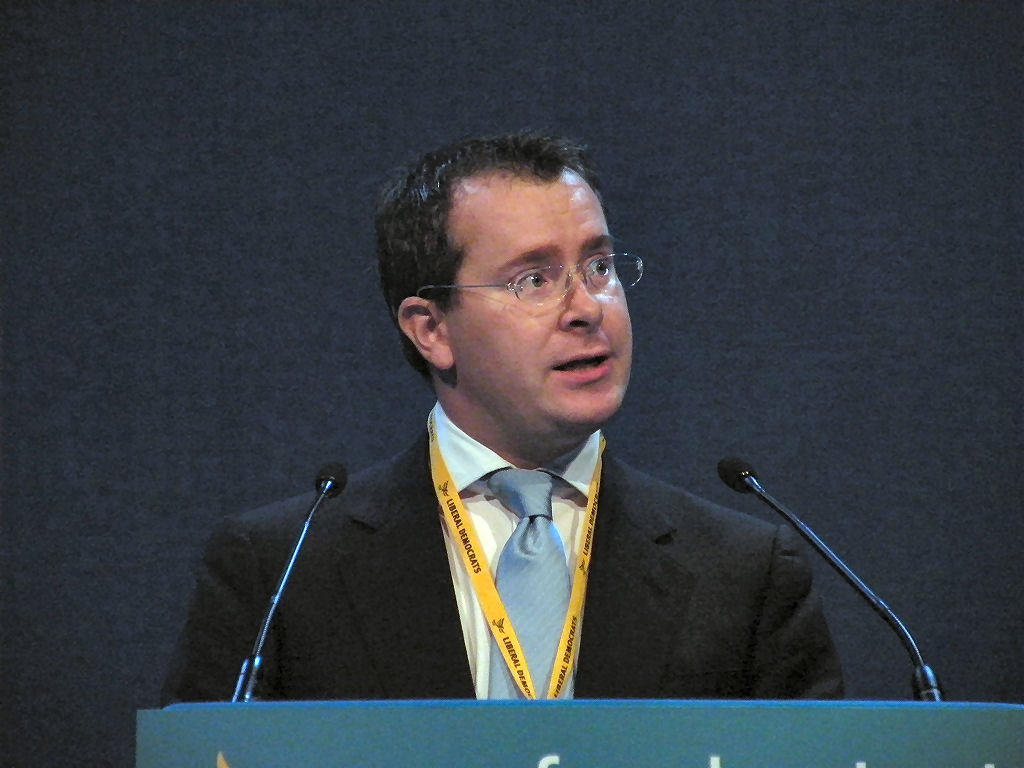
Jeremy Purvis

Jeremy Purvis, Baron Purvis of Tweed (* 15. Januar 1974 in Berwick-upon-Tweed) ist ein schottischer Politiker, Mitglied der Liberal Democrats, und Life Peer.

## Politischer Werdegang
Purvis besuchte die Berwick-upon-Tweed High School und studierte anschließend Politik und Neue Geschichte an der Brunel University in London. Nach dem Studium war Purvis für das liberaldemokratische Mitglied des House of Lords, David Steel, tätig. Nachdem Ian Jenkins, der bei den ersten Schottischen Parlamentswahlen im Jahre 1999 das Direktmandat des Wahlkreises Tweeddale, Ettrick and Lauderdale für die Liberaldemokraten erringen konnte, zu den folgenden Parlamentswahlen 2003 nicht mehr antrat, wurde Purvis zu dessen Nachfolger bestimmt. Trotz deutlicher Stimmverluste gegenüber den Wahlen 1999 sicherte sich Purvis das Direktmandat und zog erstmals in das Schottische Parlament ein. Dabei war er bis zu diesem Zeitpunkt der jüngste Politiker, der ein Direktmandat erringen konnte. Purvis wurde zum Parteisprecher für Finanzen ernannt und ab Januar 2005 zum Parteisprecher für Justiz.
Bei den Parlamentswahlen 2007 verteidigte er sein Mandat. Er wurde zum Parteisprecher für Bildung, Jugendliche und lebenslanges Lernen ernannt und im Mai 2008 zum Parteisprecher für Wirtschaft und Finanzen. Im Zuge der Wahlkreisreform 2011 wurde der Wahlkreis Tweeddale, Ettrick and Lauderdale aufgelöst und großteils durch den neugeschaffenen Wahlkreis Midlothian South, Tweeddale and Lauderdale ersetzt. Für diesen kandidierte Purvis bei den Parlamentswahlen 2011, konnte sich jedoch nicht gegen Christine Grahame von der SNP durchsetzen und schied aus dem Parlament aus.
Am 13. September 2013 wurde Purvis zum Life Peer mit dem Titel Baron Purvis of Tweed, of East Marsh in the Scottish Borders, erhoben und somit Mitglied des House of Lords.